# David Horne

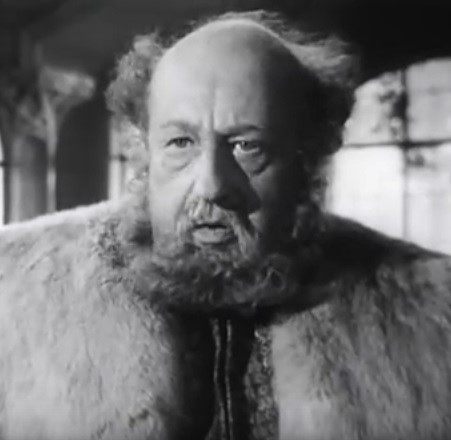
David Horne em Martin Luther - captura de tela recortada.

David Horne (14 de julho de 1898 – Londres, 15 de março de 1970) foi um ator britânico de cinema e teatro, ativo entre as décadas de 1933 e 1968. Ele nasceu David Alderson Horne.

## Filmografia selecionada
- Lord of the Manor (1933)
- Badger's Green (1934)
- The Village Squire (1935)
- Debt of Honour (1936)
- O Sétimo Véu (1945)
- Saraband for Dead Lovers (1948)
- Martin Luther
- Nurse on Wheels (1963)
- The Big Job (1965)
- Diamonds for Breakfast (1968)